# 2008年のアメリカグランプリ (ロードレース)
2008年のアメリカグランプリは、ロードレース世界選手権の2008年シーズン第11戦として、7月18日から20日までアメリカ合衆国カリフォルニア州のラグナ・セカで開催された。

## 概要
例年どおり、カリフォルニア州の大気汚染防止法で2ストロークエンジンの使用が禁止されているため、MotoGPクラスのみの開催となった。このレースには負傷療養中のジョン・ホプキンスの代役としてカワサキからジェイミー・ハッキング、ワイルドカード枠でリズラ・スズキの3台目としてベン・スピーズと、2人のAMAスーパーバイク現役ライダーがスポット参戦を果たした。また前戦ドイツGPでの転倒で左手を負傷しているダニ・ペドロサは初日のフリー走行を走ったのみでその後のセッションを欠場した。
決勝はドライコンディションでおこなわれた。1周目にはホルヘ・ロレンソが第5コーナーでハイサイドを起こし、またも骨折の重傷を負ってしまった。2周目には5戦連続となるポールポジションからスタートしたケーシー・ストーナーをかわしてバレンティーノ・ロッシが先頭に立った。レースはこの二人のマッチレースとなり、コーナーごとにトップが入れ替わる激しいバトルが展開された。ラグナ・セカ名物のコークスクリューで、ロッシは縁石よりさらにイン側のダートにまではみ出ながらストーナーをオーバーテイクする荒技を見せた。このバトルの決着が付いたのは24周目の最終コーナー、ブレーキングを遅らせすぎたストーナーがコースアウトし転倒、2位でレースに復帰することはできたがロッシとの差は取り返しのつかないものになっていた。ロッシはシーズン4勝目を挙げポイントリーダーの座を維持、欠場のペドロサに代わり25ポイント差のランキング2位にはストーナーが浮上した。AMA勢はスピーズが8位、ハッキングが12位で完走を果たした。

## MotoGPクラス決勝結果
| 順位 | No | ライダー                     | マニュファクチャラー | 周回 | タイム/リタイヤ | グリッド | ポイント |
| ---- | -- | ---------------------------- | -------------------- | ---- | --------------- | -------- | -------- |
| 1    | 46 | バレンティーノ・ロッシ       | ヤマハ               | 32   | 44:04.311       | 2        | 25       |
| 2    | 1  | ケーシー・ストーナー         | ドゥカティ           | 32   | +13.001         | 1        | 20       |
| 3    | 7  | クリス・バーミューレン       | スズキ               | 32   | +26.609         | 8        | 16       |
| 4    | 4  | アンドレア・ドヴィツィオーゾ | ホンダ               | 32   | +34.901         | 9        | 13       |
| 5    | 69 | ニッキー・ヘイデン           | ホンダ               | 32   | +35.663         | 3        | 11       |
| 6    | 14 | ランディ・ド・プニエ         | ホンダ               | 32   | +37.668         | 6        | 10       |
| 7    | 24 | トニ・エリアス               | ドゥカティ           | 32   | +41.629         | 10       | 9        |
| 8    | 11 | ベン・スピーズ               | スズキ               | 32   | +41.927         | 13       | 8        |
| 9    | 52 | ジェームス・トスランド       | ヤマハ               | 32   | +43.019         | 5        | 7        |
| 10   | 56 | 中野真矢                     | ホンダ               | 32   | +44.391         | 12       | 6        |
| 11   | 12 | ジェイミー・ハッキング       | カワサキ             | 32   | +46.258         | 17       | 5        |
| 12   | 50 | シルバン・ギュントーリ       | ドゥカティ           | 32   | +55.273         | 14       | 4        |
| 13   | 15 | アレックス・デ・アンジェリス | ホンダ               | 32   | +55.521         | 16       | 3        |
| 14   | 5  | コーリン・エドワーズ         | ヤマハ               | 32   | +1:02.380       | 7        | 2        |
| 15   | 65 | ロリス・カピロッシ           | スズキ               | 32   | +1:08.207       | 11       | 1        |
| 16   | 33 | マルコ・メランドリ           | ドゥカティ           | 32   | +1:10.962       | 15       |          |
| 17   | 13 | アンソニー・ウエスト         | カワサキ             | 31   | +1 Lap          | 18       |          |
| Ret  | 48 | ホルヘ・ロレンソ             | ヤマハ               | 0    | アクシデント    | 4        |          |